# Trochaclis antarctica
Trochaclis antarctica là một loài ốc biển, là động vật thân mềm chân bụng sống ở biển thuộc họ Trochaclididae.